# Ophioncus granulosus
Ophioncus granulosus är en ormstjärneart som beskrevs av Ives 1889. Ophioncus granulosus ingår i släktet Ophioncus och familjen Ophiodermatidae. Inga underarter finns listade i Catalogue of Life.